# Station Wolverton
Wolverton is een spoorwegstation van National Rail in Wolverton, Milton Keynes in Engeland. Het station is eigendom van Network Rail en wordt beheerd door West Midland Trains. Het station is geopend in 1881.